# マルカブリュ

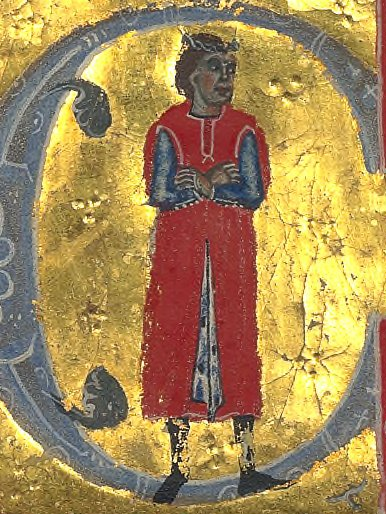
マルカブリュ

マルカブリュ（Marcabru 、活動時期：1130年頃 - 1149年頃） は中世フランス南部の吟遊詩人トルバドゥールの一人。

マルカブリュに関しては僅かな記述の２つの評伝（ヴィダ）が残されていて、それらは以下のようにかなり記述の相違が見られる。
「ガスコーニュの貧しいマルカブリュナという女から生まれ、最初のトルバドゥールの一人で、惨めなシルヴァンテスを作って、女達と愛を誹った。」
「さる金持ちの戸口に捨てられていて、ガスコーニュのジョングルール出身のセルカモンというトルバドゥールの元で暮らして作詩を憶えた。その後マルカブリュと称するようになって、そのヴェルス（「カンソ」の古い言い方）は非常に評価されて世界中で聞かれるようになったが、毒舌家で人を辛辣に誹る事が多かったために、彼に悪口を言われた城主達に刺し殺された。」
いずれにせよ、ガスコーニュ（現在のランド県とピレネー＝アトランティック県）のジョングルール出身のトルバドゥールで、最初期の一人であった事をうかがわせる。ポワティエ伯ギヨーム10世の庇護を受けていたらしく、伯亡き後はフランス南部やスペインの貴族などに庇護を求めていたらしいが、その性格の所為で何処も長続きしなかったとされる。
『果樹園の泉の辺りは』（A la fontana del vergier）など32のシルヴァンテスがマルカブリュの作とされている。